# ディドコット
ディドコット（英：Didcot）はオックスフォードシャーにある鉄道の町および市民教区。オックスフォードの南24km、 ウォンテージの東16kmおよびレディングの北西24kmに位置する。
町は鉄道遺産で有名であり、ディドコット駅は1844年にグレート・ウエスタン本線の駅として開業した。今日、ディドコットは鉄道博物館と発電所で知られている。

## 歴史

### 古代・中世
少なくとも9000年前から周辺に人が住んでいた。 2010年から2013年にかけての大規模な発掘調査では、中石器時代、新石器時代、鉄器時代、青銅器時代の遺物が発見された。  
ローマ時代、この地域の住民はロングウィッテナム近くの町の北にある、現在のレディグローブ地域に溝を掘って湿地帯を排水しようとした。その証拠が1994年の調査で発見されている。 
1995年、金属探知機を持った愛好家によって、村のすぐ外で約160年にさかのぼる126個の金のローマ硬貨の貯蔵庫が発見された。現在、大英博物館から貸与されているアシュモレアン博物館に展示されている。  
1086年のドゥームズデイ・ブックにディドコットは記録されていない。 13世紀の記録では、地名はDudecota 、 Dudecote 、 Doudecote 、 Dudcote 、またはDudecotheと記述される。これらの綴りのいくつかは後世紀まで続き、14世紀以降はDodecote、16世紀以降はDudcott 、17世紀以降はDidcottに変わった。これは古英語に由来し、Duddaの人々の家または避難所を意味する。  Duddaは7世紀にオックスフォード周辺を統治したディダ王（Dida）にちなむとされる。 

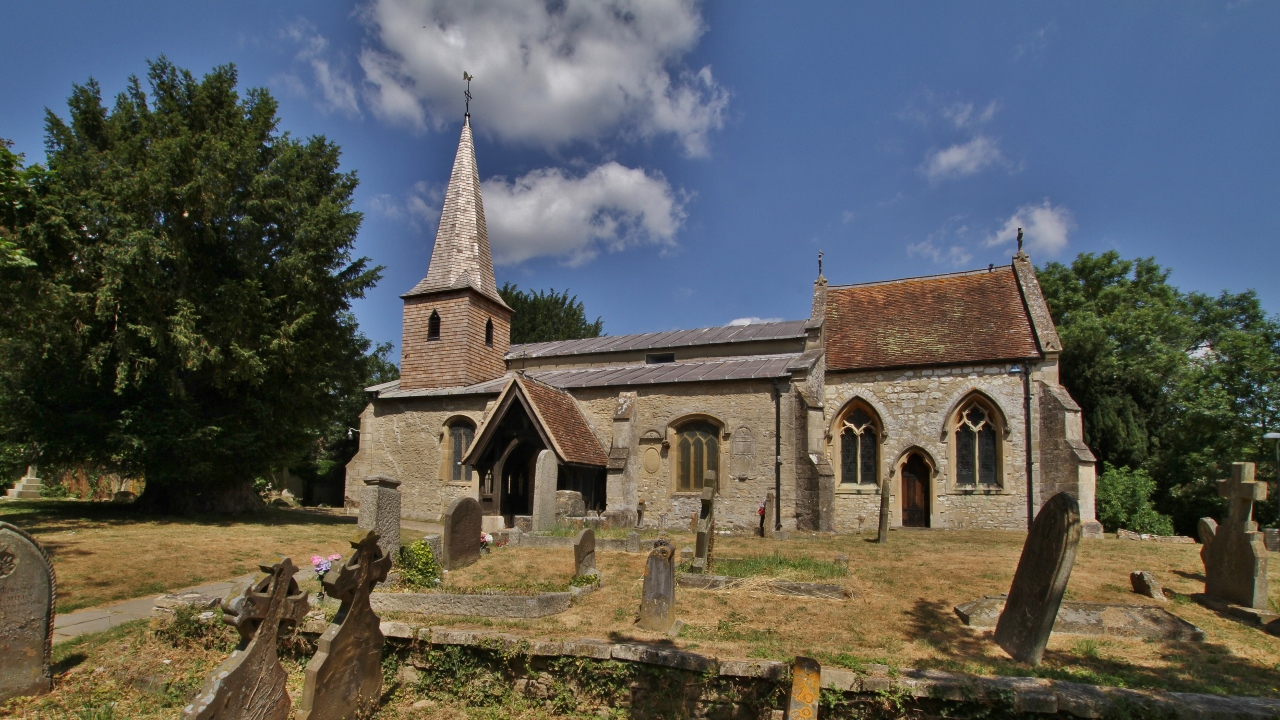
オールセインツの教区教会。その一部は12世紀にさかのぼる

1160年頃に建てられた教会はイギリス指定建造物の2級に指定されている。 

### 近世、鉄道の到来

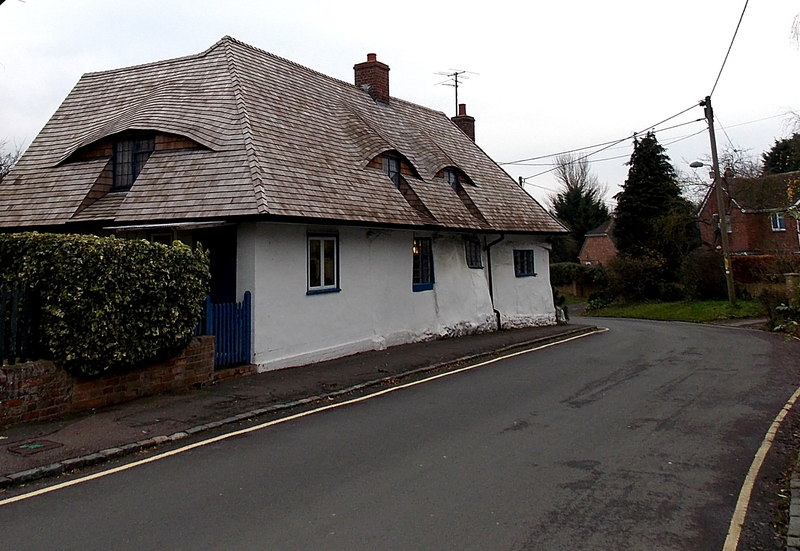
ホワイト・コテージ。ディドコットで最も古い家

元の村の一部はオールセインツ教会周辺に残っている。 16世紀のディドコットは人口約120人の土地所有者、入居者、商人からなる小さな村だった。 
現存する最も古い家はホワイト・コテージである。マナー・ロードにある16世紀の木骨造りの建物で、杮葺き屋根があり指定建造物の2級に指定される。 
村はロンドンとウォンテージ（現在のウォンテージロード）の間にあり、1752年に有料道路が開通する。1879年には鉄道利用が増え、有料道路を管理するターンパイク・トラストは解散した。 

#### グレートウエスタン鉄道
イザムバード・キングダム・ブルネルによって設計されたグレート・ウエスタン鉄道は、1839年にディドコットに至る。 1844年にブルネルが設計したディドコット駅が開業したが、当時の駅は19世紀後半に全焼している。ブリストルへのより安価な路線はさらに北のアビンドンを経由する予定だったが、地主がその配置を妨げたと言われる。 

#### ディドコット、ニューベリー、サザンプトン鉄道
ディドコット・ニューベリー・サウサンプトン鉄道（DN＆S）によるロンドン、ブリストル、オックスフォード、サウサンプトンとディドコットの交差は、第一次世界大戦における西部戦線と第二次世界大戦のノルマンディー上陸作戦準備中、町を軍事的に重要なものにした。 

## 経済

### カーレース
フォーミュラ1（F1）に参戦するウィリアムズF1の創始者であるフランク・ウィリアムズの出身地であり、同チームも創設から1994年までの間、ファクトリーをディドコットに置いていた。メインファクトリーを近隣のグローヴに移転した後は一時空き家となるものの、後に再取得され、過去のマシンを展示する博物館となったほか、ル・マン24時間レースに参戦するBMW・V12 LMの開発拠点としても利用された。
また2022年現在、F1へワンメイクタイヤを供給するピレリが、ディドコットにF1用タイヤの製造拠点を置いている。

### 農業

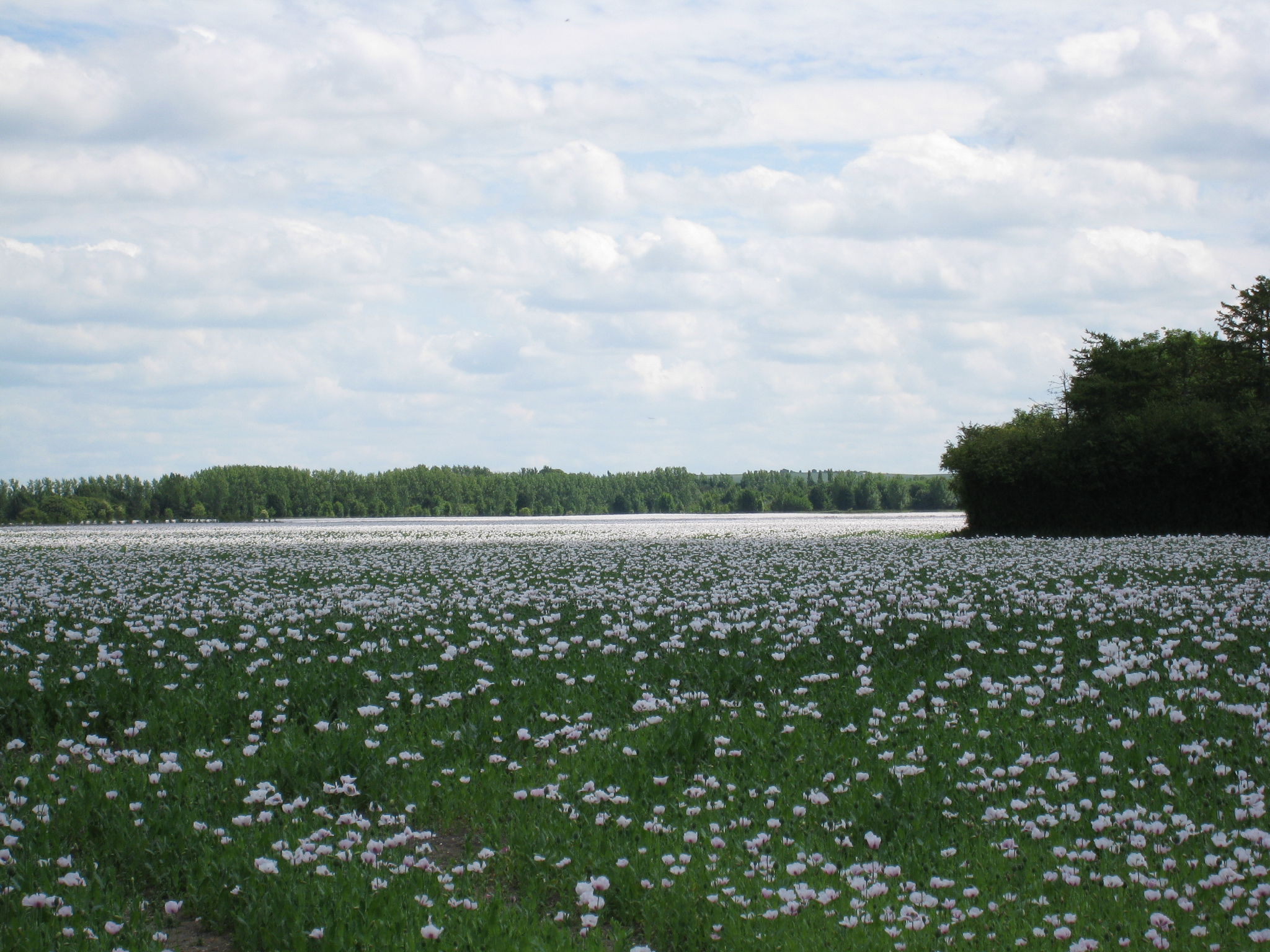
2009年6月にハーウェルでケシが栽培されていた

小麦や大麦などの伝統的な英国の作物を栽培しており、羊の飼育も一般的である。 国民保健サービスの合法的なモルヒネとヘロイン生産のため、ケシの栽培農家があることでも有名。 生産されたポピーは、英国の内務省からライセンスを取得している大手製薬会社に販売される。 